# Niphoparmena elongata
Niphoparmena elongata là một loài bọ cánh cứng trong họ Cerambycidae.